# Rodniki

Rodnik metylowy – najprostszy rodnik organiczny

Tlenek azotu – przykład stabilnego rodnika nieorganicznego (zaznaczona delokalizacja trzech elektronów)

Rodniki (dawniej wolne rodniki) – atomy lub cząsteczki zawierające niesparowane elektrony, czyli charakteryzujące się spinem elektronowym różnym od 0. Niektóre układy o całkowitym spinie równym 0, lecz wykazujące tzw. polaryzację spinową (np. niektóre stany przejściowe) czasem traktowane są jako dwurodniki.
Określenia „rodniki” i „wolne rodniki” są obecnie tożsame. Dawniej rodniki określane były mianem wolnych rodników dla odróżnienia od „rodników” związanych, czyli podstawników w cząsteczce związku (np. grupy metylowej –CH3). Obecnie określanie podstawników jako rodniki nie powinno być stosowane.

## Powstawanie
Rodniki powstają np. na skutek homolitycznego rozpadu wiązań chemicznych, tj. takiego, w wyniku którego przy obu częściach rozerwanej cząsteczki zostaje po jednym z elektronów, które wcześniej tworzyły wiązanie. Może ono następować pod wpływem naświetlania promieniowaniem ultrafioletowym, promieniowaniem rentgenowskim, przez bombardowanie elektronami, w wyniku niektórych reakcji redoks, a także w wyniku termicznego rozpadu (tzw. dysocjacji termicznej) takich związków jak np. nadtlenki lub sole diazoniowe.
Typowy przykład reakcji, w wyniku której powstają rodniki to np. rozpad cząsteczki chloru Cl2 pod wpływem działania światła ultrafioletowego:
Cl2 + hν → 2Cl•

## Charakterystyka
Większość elektronów w atomach i cząsteczkach występuje parami (po dwa na każdym orbitalu). Układ rodnikowy, w którym na pewnym orbitalu jest tylko jeden elektron, jest zazwyczaj nietrwały i dąży do przyjęcia lub oddania elektronu – zwykle z udziałem innego atomu lub cząsteczki. Oznacza to, że rodniki są zazwyczaj bardzo reaktywne.
Rodniki mogą być obojętne elektrycznie lub posiadać ładunek, dodatni w kationorodnikach (np. kationorodnik benzenowy C
6H•+
6), ujemny w anionorodnikach (np. anionorodnik benzenowy C
6H•−
6). W typowych reakcjach z udziałem rodników ich stężenie w mieszaninie reakcyjnej jest zwykle bardzo niskie, ze względu na ich dużą reaktywność.
W języku angielskim według nomenklatury IUPAC cząsteczki zawierające dwa niesparowane elektrony, dla których można wyróżnić przynajmniej dwa stany elektronowe o różnej multipletowości (singletowy i trypletowy) noszą nazwę diradical (dirodnik). Jeśli niesparowane elektrony są od siebie odseparowane i ich wzajemny wpływ na siebie jest minimalny, to cząsteczki takie nazywane są biradical (birodnik). W polskiej literaturze dla obu typów związków stosuje się nazwę „dwurodnik”.
Cechą charakterystyczną rodników jest paramagnetyzm, a techniką umożliwiającą ich badanie jest spektroskopia elektronowego rezonansu paramagnetycznego (EPR).

## Trwałość
Znane są wolne rodniki klasyfikowane jako związki nieorganiczne (np. Br•
) i organiczne (np. R
2BrC−R
2C•
). Rodniki organiczne stabilizowane są w wyniku rezonansu chemicznego. Można je uszeregować według trwałości w następujący sposób:
CH
2=CH−CH
2•
 > R
3C•
 > R
2CH•
 > RCH
2•
 > CH
3•
 ≈ CH
2=CH•

Najprostszym rodnikiem jest pojedynczy atom wodoru, który składa się z protonu i jednego niesparowanego elektronu. Średni czas życia rodnika wodorowego w gazowym wodorze w temperaturze pokojowej to ok. 2,5 ns – co oznacza, że statystycznie tyle czasu mija od powstania tego rodnika do jego związania z drugim rodnikiem i powstania zwykłej cząsteczki wodoru H2. Czasy życia rodników i ich reaktywność zależą od ich struktury. Trwałość rodników alkilowych rośnie wraz z ich rzędowością. Stabilizujący wpływ ma także sprzężenie z sąsiednimi grupami (np. z podwójnym wiązaniem). Szczególnie trwałe rodniki tworzy trifenylometan i jego pochodne. Rodnik trifenylometylowy (trytylowy) Tr•
 (2) istnieje w równowadze z dimerem 3, a nie 4, jak długo sądzono. W roztworze w benzenie w temp. pokojowej stosunek 2:3 wynosi ok. 1:49. 
W obecności tlenu (np. z powietrza) rodniki trytylowe tworzą w sposób odwracalny rodniki trifenylometylonadtlenkowe Ph
3COO•
, które rekombinują z rodnikami trytylowymi, tworząc w nieodwracalnej reakcji trwałe nadtlenki Ph
3C−O−O−CPh
3:
Ph
3•
 + O
2  ⇄  Ph
3COO•

Ph
3COO•
 + Ph
3•
  →  Ph
3C−O−O−CPh
3

## Mechanizm reakcji rodnikowych

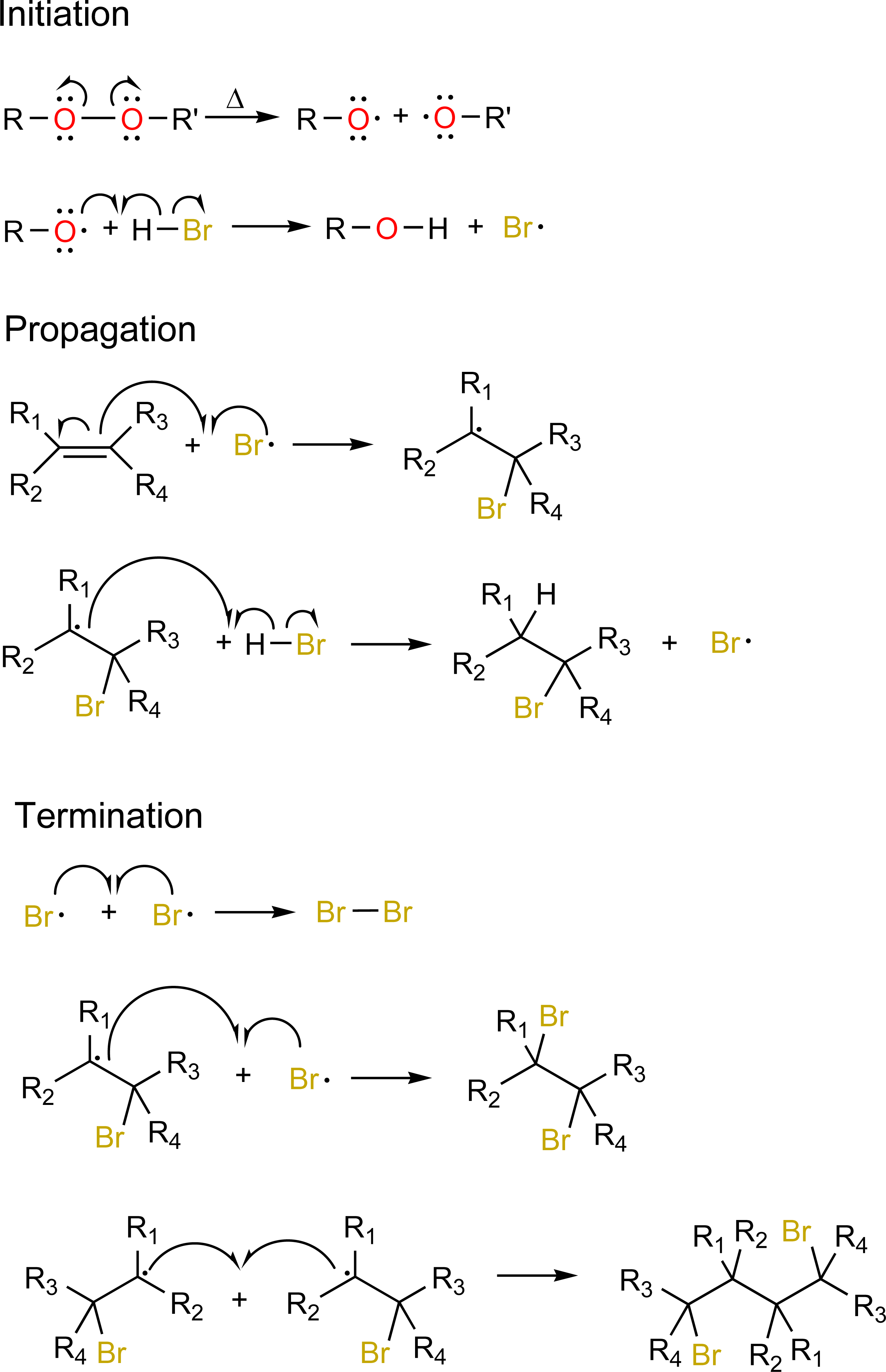
Etapy wolnorodnikowej addycji bromowodoru do alkenu

Reakcje rodnikowe są reakcjami łańcuchowymi i przebiegają w trzech etapach:
1. inicjacji (powstanie rodników)
2. propagacji (właściwa reakcja, w której nie następuje zmiana liczby rodników)
3. terminacji (rekombinacja dwóch rodników do produktu nierodnikowego)

Inicjacja reakcji rodnikowej następuje np. pod wpływem nadtlenków, temperatury lub promieniowania UV. Inhibitorami tego etapu są związki o właściwościach redukujących, szczególnie łatwo reagujących z nadtlenkami, np. hydrochinon lub difenyloamina.
W etapie propagacji powstaje główny produkt reakcji, jednak nie następuje przy tym zużywanie się rodników (sytuacja analogiczna do katalizy), dlatego nawet niewielka ich liczba może doprowadzić do przereagowania dużej liczby cząsteczek substratów.
W etapie terminacji następuje zderzenie dwóch rodników i powstanie cząsteczki produktu ubocznego, co kończy cykl propagacji. Ponieważ stężenie rodników w układzie jest bardzo małe, prawdopodobieństwo ich spotkania jest niewielkie i reakcja terminacji następuje bardzo rzadko w porównaniu do reakcji propagacji. Np. w reakcji rodnikowego chlorowania metanu terminacja następuje po wielu tysiącach cykli chlorowania.
Według mechanizmu rodnikowego przebiegać mogą reakcje różnego typu, np.
- addycja[6]
- substytucja[12]
- β-eliminacja
- jednoelektronowe reakcje redoks
- przegrupowanie (rearanżacja atomów lub grup w cząsteczce)
- polimeryzacja[6]

## Rodniki w organizmach żywych
Procesy biochemiczne w organizmach, zwłaszcza te związane z oddychaniem, prowadzą do powstawania rodników tlenowych. Powstawanie rodników z białek, lipidów, kwasów nukleinowych i cukrowców obecnych w komórkach powodowane jest przez reakcje z rodnikami tlenowymi lub reakcje jednoelektronowego utleniania tlenem cząsteczkowym. Rodniki w organizmie są przyczyną degradacji DNA i są rozważane jako przyczyna starzenia się organizmu.
Reakcjom rodnikowym zapobiegać mogą niektóre inhibitory, tzw. zmiatacze rodników, czyli substancje szczególnie łatwo reagujące z rodnikami i obniżające ich stężenie w danym układzie. Przykładami zmiataczy rodników są: tricyna (N-tris(hydroksymetylo)metyloglicyna ((HOCH
2)
3CNHCH
2COOH), DMSO, mieszanina aceton/izopropanol, tiomocznik, merkaptoetanol (HSCH
2CH
2OH) oraz bilobalid (terpen trilaktonowy występujący w liściach miłorzębu dwuklapowego).

## Rodniki w produktach spalania tytoniu
Rodniki znajdują się w dymie i smole papierosowej. Ich zawartość w smole wynosi około 1017/g, natomiast w dymie jest ich około 1015 w jednym zaciągnięciu. Duże stężenie rodników w dymie papierosowym utrzymuje się przez ponad 10 minut.